# Серово (Крым)
Серо́во (до 1948 года Эшкене́; укр. Сєрове, крымскотат. Küçük Eşkene, Кучюк Эшкене) — село в Нижнегорском районе Республики Крым, входит в состав Садового сельского поселения (согласно административно-территориальному делению Украины — Садового сельского совета Автономной Республики Крым).

## Население
| 2001 | 2014 |
| ---- | ---- |
| 119  | ↘113 |

Всеукраинская перепись 2001 года показала следующее распределение по носителям языка
| Язык             | Процент |
| ---------------- | ------- |
| русский          | 42.02   |
| крымскотатарский | 40.34   |
| украинский       | 13.45   |
| греческий        | 4.2     |

### Динамика численности
| - 1805 год — 141 чел. - 1864 год — 81 чел. - 1889 год — 168 чел. - 1892 год — 88 чел. - 1900 год — 118 чел. - 1915 год — 78 чел. | - 1926 год — 212 чел. - 1939 год — 235 чел. - 1989 год — 123 чел. - 2001 год — 119 чел. - 2009 год — 105 чел. - 2014 год — 113 чел. |

## Современное состояние
На 2017 год в Серово числится 4 улицы; на 2009 год, по данным сельсовета, село занимало площадь 30 гектаров на которой, в 37 дворах, проживало 105 человек.

## География
Серово — небольшое село на юго-западе района, в степном Крыму, на правом берегу реки Биюк-Карасу, высота центра села над уровнем моря — 48 м. Ближайшие сёла: примыкающая с юга Косточковка и западнее, на другом берегу реки — Садовое. Расстояние до райцентра — около 16 километров (по шоссе), там же ближайшая железнодорожная станция — Нижнегорская (на линии Джанкой — Феодосия). Транспортное сообщение осуществляется по региональной автодороге35Н-378 от шоссе Нижнегорский — Белогорск (по украинской классификации — С-0-10922).

## История
Первое документальное упоминание села встречается в Камеральном Описании Крыма… 1784 года, судя по которому, в последний период Крымского ханства Эшкен входил в Карасубазарский кадылык Карасъбазарскаго каймаканства. После присоединения Крыма к России (8) 19 апреля 1783 года, (8) 19 февраля 1784 года, именным указом Екатерины II сенату, на территории бывшего Крымского Ханства была образована Таврическая область и деревня была приписана к Левкопольскому, а после ликвидации в 1787 году Левкопольского — к Феодосийскому уезду Таврической области. После Павловских реформ, с 1796 по 1802 год, входила в Акмечетский уезд Новороссийской губернии. По новому административному делению, после создания 8 (20) октября 1802 года Таврической губернии, Эшкене был включён в состав Урускоджинской волости Феодосийского уезда.
По Ведомости о числе селении, названиях оных, в них дворов… состоящих в Феодосийском уезде от 14 октября 1805 года , в деревне Ишляк числилось 20 дворов и 141 житель. На военно-топографической карте генерал-майора С. А. Мухина 1817 года деревня Ешкене обозначена с 30 дворами. После реформы волостного деления 1829 года Шикипе, согласно «Ведомости о казённых волостях Таврической губернии 1829 года», отнесли к Бурюкской волости (переименованной из Урускоджинской). На карте 1836 года в деревне Ишкене 34 двора, как и на карте 1842 года.
В 1860-х годах, после земской реформы Александра II, деревню приписали к Шейих-Монахской волости.
Согласно «Списку населённых мест Таврической губернии по сведениям 1864 года», составленному по результатам VIII ревизии 1864 года, Эшкене — владельческая русская и татарская деревня с 20 дворами, 81 жителем и мечетью при реке Биюк-Кара-Су. На трёхверстовой карте 1865—1876 года деревня Ишкине обозначена с 14 дворами. По «Памятной книге Таврической губернии 1889 года», по результатам Х ревизии 1887 года, в деревне Эшкене числилось 33 двора и 168 жителей. По «…Памятной книжке Таврической губернии на 1892 год» в безземельной деревне Эшкене, не входившей ни в одно сельское общество, было 88 жителей, у которых домохозяйств не числилось.
После земской реформы 1890-х годов деревню приписали к Андреевской волости.
По «…Памятной книжке Таврической губернии на 1900 год» в деревне Эшкене, входившей в Васильевское сельское общество, числилось 118 жителей в 25 дворах. По Статистическому справочнику Таврической губернии. Ч.II-я. Статистический очерк, выпуск пятый Феодосийский уезд, 1915 год, в селе Эшкене (вакуф) Андреевской волости Феодосийского уезда числилось 22 двора (все дворы безземельные) с татарским населением в количестве 78 человек приписных жителей, из которых 40 мужчин и 38 женщин. Жители землёй не владели, в хозяйствах имелось 25 лошадей, 10 волов и 13 коров.
После установления в Крыму Советской власти, по постановлению Крымревкома № 206 «Об изменении административных границ» от 8 января 1921 года была упразднена волостная система и село вошло в состав Ичкинского района Феодосийского уезда, а в 1922 году уезды получили название округов. 11 октября 1923 года, согласно постановлению ВЦИК, в административное деление Крымской АССР были внесены изменения, в результате которых округа были отменены, Ичкинский район упразднили, включив в состав Феодосийского в состав которого включили и село. Согласно Списку населённых пунктов Крымской АССР по Всесоюзной переписи 17 декабря 1926 года, в селе Эшкене, Саурчинского сельсовета Феодосийского района, числился 51 двор, все крестьянские, население составляло 212 человек, из них 196 татар, 18 русских, 1 украинец, действовала татарская школа I ступени (пятилетка). Постановлением ВЦИК «О реорганизации сети районов Крымской АССР» от 30 октября 1930 года был создан Сейтлерский район (по другим сведениям 15 сентября 1931 года) и село передали в его состав. По данным всесоюзной переписи населения 1939 года в селе проживало 235 человек.
В 1944 году, после освобождения Крыма от фашистов, согласно Постановлению ГКО № 5859 от 11 мая 1944 года, 18 мая крымские татары были депортированы в Среднюю Азию. 12 августа 1944 года было принято постановление № ГОКО-6372с «О переселении колхозников в районы Крыма» и в сентябре 1944 года в район приехали первые новосёлы (320 семей) из Тамбовской области, а в начале 1950-х годов последовала вторая волна переселенцев из различных областей Украины. С 25 июня 1946 года Эшкене в составе Крымской области РСФСР. Указом Президиума Верховного Совета РСФСР от 18 мая 1948 года, Эшкене переименовали в Серово. 26 апреля 1954 года Крымская область была передана из состава РСФСР в состав УССР. Время включения в Садовый сельсовет пока не установлено: на 15 июня 1960 года село уже числилось в его составе. По данным переписи 1989 года в селе проживало 123 человека. С 12 февраля 1991 года село в восстановленной Крымской АССР, 26 февраля 1992 года переименованной в Автономную Республику Крым. С 21 марта 2014 года в составе Крыма аннексировано Россией.